# Plecoglossus altivelis

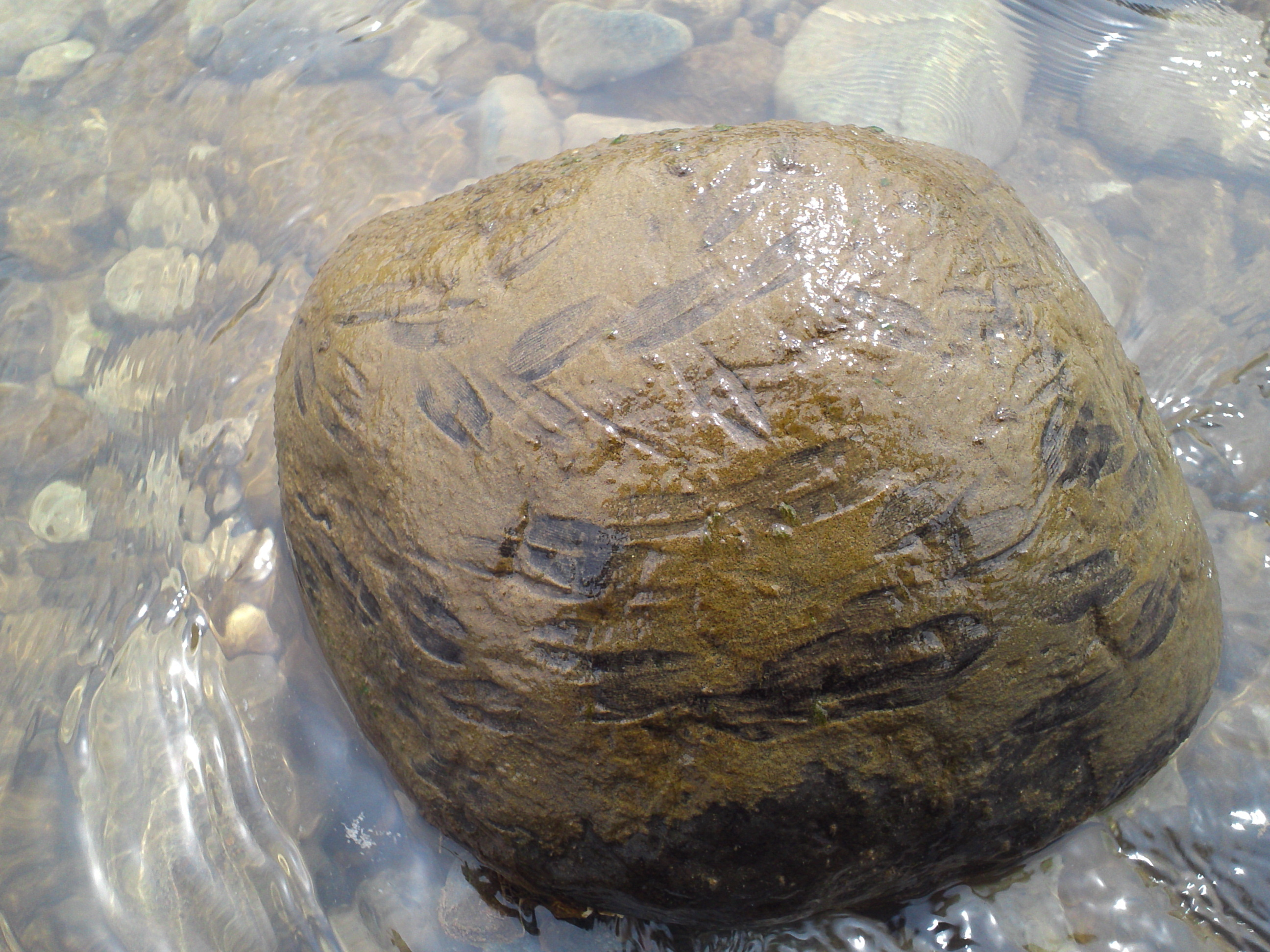
Ayu alimentant-se d'algues de les roques

Plecoglossus altivelis, ayu (アユ, 鮎, 年魚, 香魚), és una espècie migradora de peix i l'única espècie dins el gènere Plecoglossus. És una espècie nativa de l'ecozona Paleàrtica. es presenta en rius, llacs i zones costaneres de Hokkaidō occidental al Japó sud de Corea, Xina, Taiwan, i Hong Kong.
La seva carn és molt dolça, per això en anglès rep el nom de "sweetfish"

## Subespècies
Hi ha tres subespècies però no sempre estan acceptades:
- P. a. altivelis (Temminck i Schlegel, 1846) (ayu, sweetfish)
- P. a. chinensis Y. F. Wu i X. J. Shan, 2005
- P. a. ryukyuensis M. Nishida, 1988 (Ryukyu ayu-fish)

## Ecologia i usos
És un peix omnívor que s'alimenta d'algues, crustacis, insectes, esponges i cucs. Són molt territorials. Les seves larves, després d'eclosionar, immediatament davallen cap al mar. Els adults ascendeixen als rius.
És un peix molt preuat gastronòmicament a Àsia oriental, la seva carn té aroma de meló i cogombre.
Al Japó també es pesca usant el mètode tradicional utilitzant ocells cormorans (鵜飼 ukai). (Phalacrocorax capillatus) ensinistrats.
També es cultiven en aqüicultura.

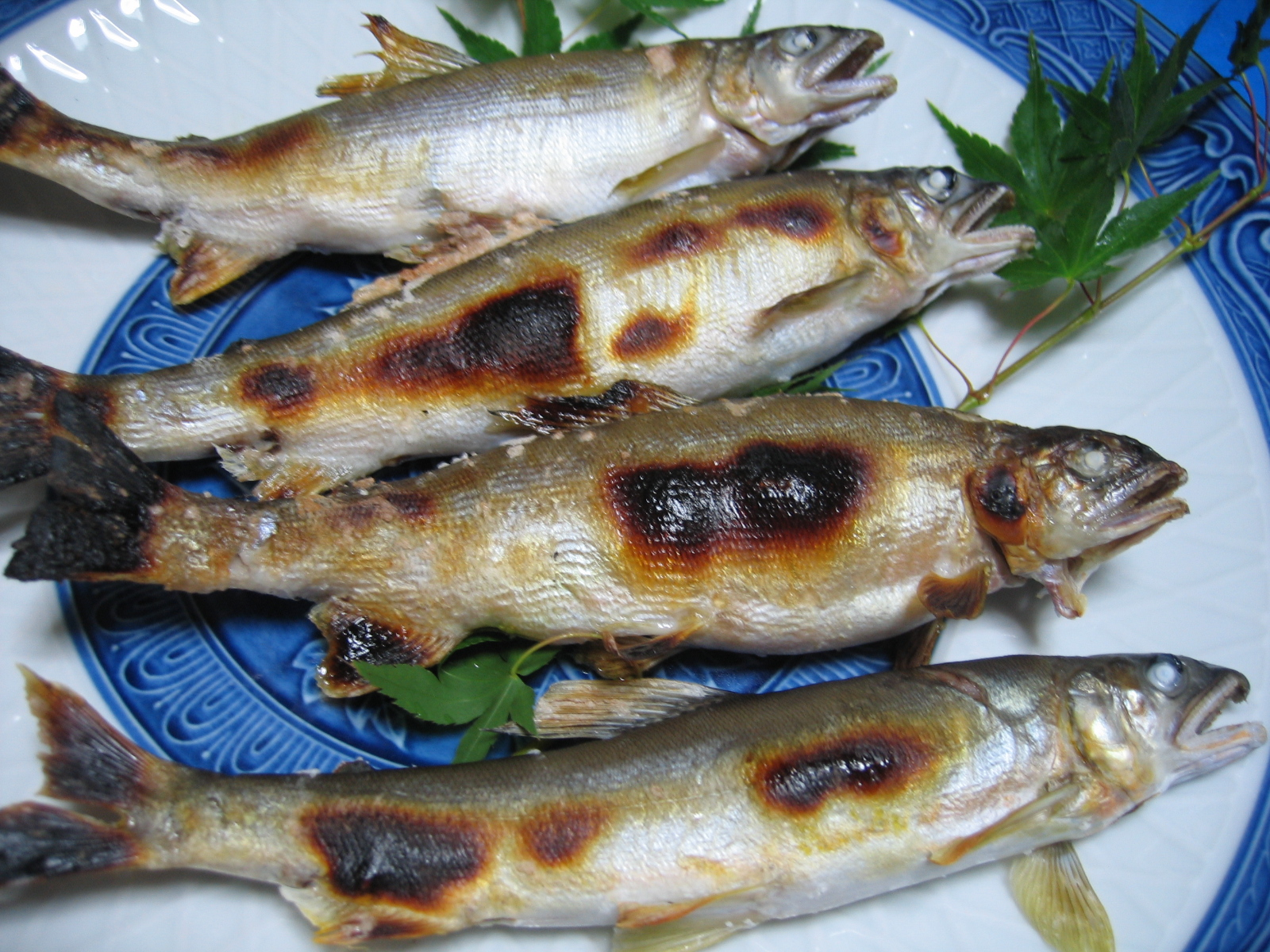
Ayu no shio yaki (Ayu a la graella i salat)
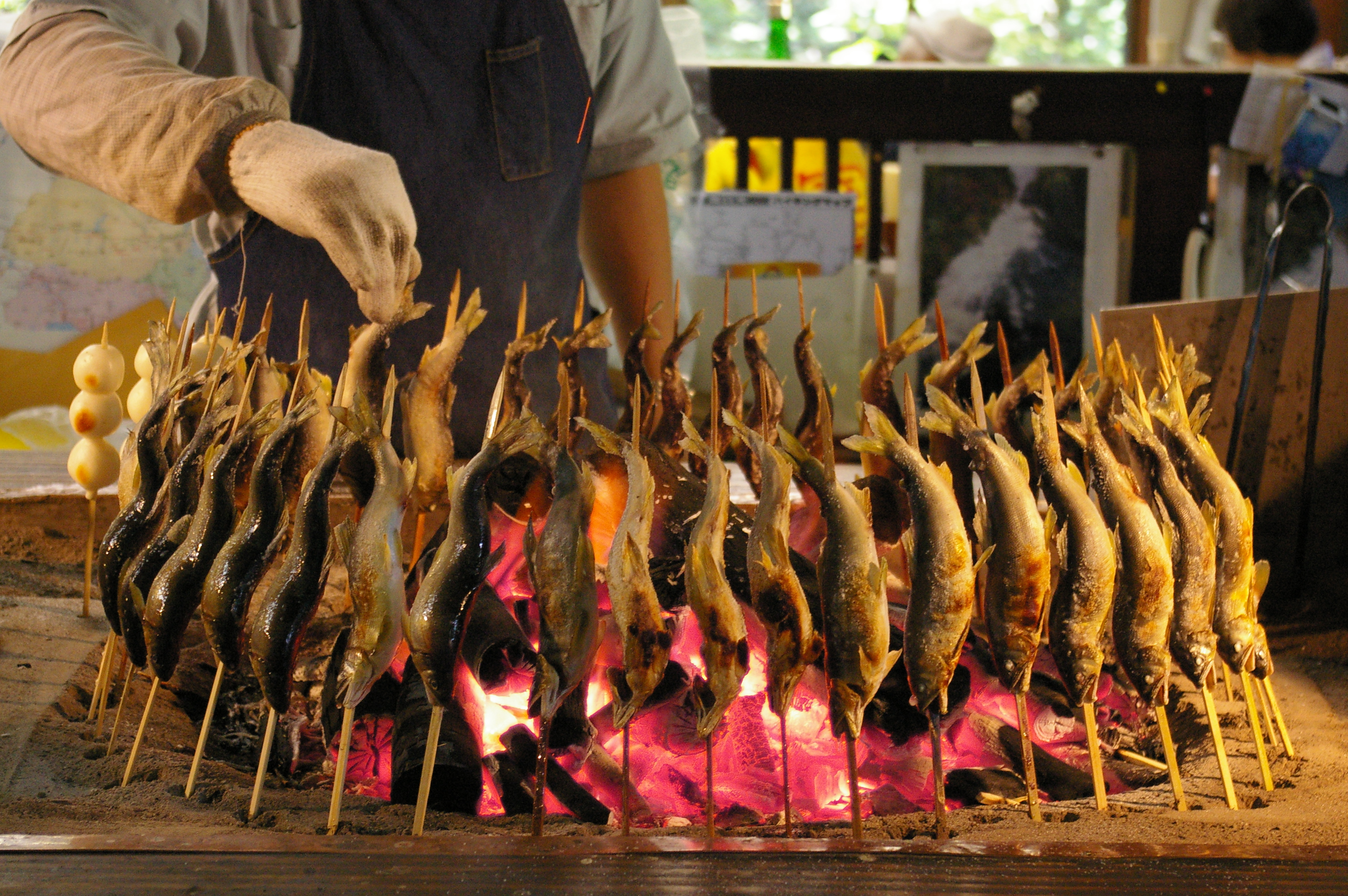
Ayu graellat amb sal al Japó